# Hamilkar von Rawicz-Kosinski

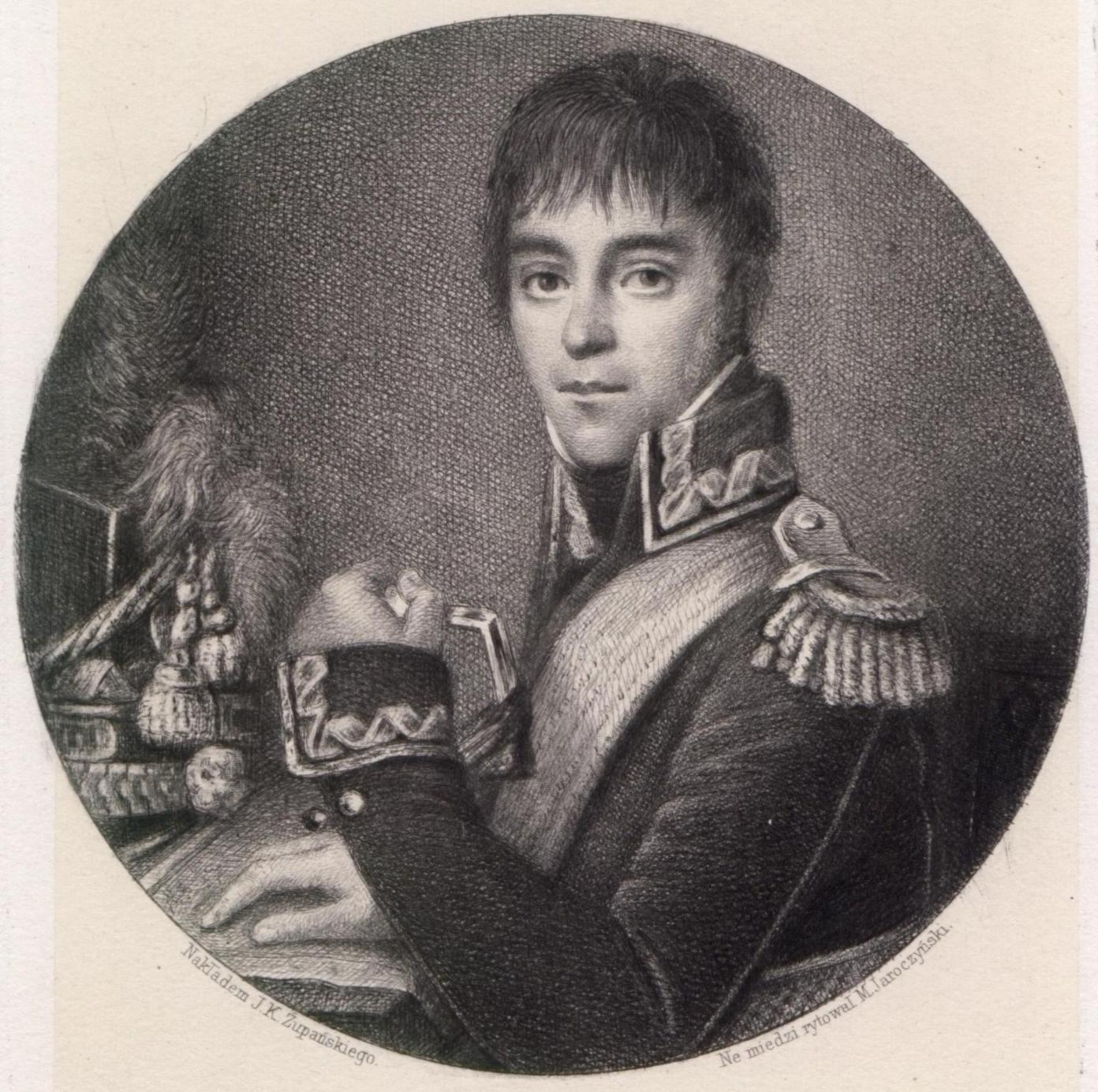
Porträt Amilkar Kosinski, Kupferstich von Marian Jaroczyński

Hamilkar von Rawicz-Kosinski, eigentlich Antoni Kosiński, jedoch auch: Hamilkar von Kosinski, Hamilcar Kosinski, polnisch: Antoni Amilkar Kosiński bzw. Antoni Amilkar Kosiński herbu Rawicz (* 16. Dezember 1760 unweit Brześć in Podlachien; † 10. März 1823 in Targowa Górka) war ein polnischer Divisionsgeneral, später preußischer Generalleutnant und zuletzt Kommandant der Festung Posen. 

## Leben

### Herkunft und Familie
Antoni war Angehöriger der polnischen Adelsfamilie Kosiński h. Rawicz. Seine Eltern waren Józef Kosiński und Regina Korsak.
Er vermählte sich zunächst mit Marcjanna Miładowska. Diese Ehe wurde 1805 geschieden. Eine zweite Heirat erfolgte 1811 mit Gräfin Adelheid Konstantia von Keyserlingk (1790–1856), der Tochter des Generals und Hofmarschalls Graf Archibald von Keyserlingk auf Targowa Górka und der Ernestine von Kalckreuth. Aus beiden Ehen gingen insgesamt drei Kinder hervor:
- (exI) Józef Kosiński († 1813) gefallen als Leutnant
- (exI) Ludwika Kosińska, ⚭ NN Kaczorowski
- (exII) Władysław Euzebiusz Kosiński (1814–1887), wegen Verschwörung bereits im 1846 zum Tode verurteilt, jedoch Umwandlung in lebenslange Haftstrafe, durch die Märzrevolution 1848 befreit, dann Teilnehmer am Mierosławski-Aufstand 1848, ⚭ 1839 Emma Anna Węgierska h. Wieniawa (1818–1873), setzen den Stamm mit fünf Kindern fort.

### Werdegang
Kosinski war bis 1790 Schüler in der Lehranstalt der Piaristen und pachtete von Karol Prozor (1759–1841) das ukrainische Gut Zabłudowo. Er trat dann 1792 als Kadett in Litauen in die Armee ein. Im Kościuszko-Aufstand kämpfte er bereits als Kapitän und wurde verwundet. Mit der Auflösung des Polnischen Staates 1795 emigrierte er nach Frankreich und diente dort in Nizza in der Marine, um die französische Staatsbürgerschaft zu erlangen. Dort erst legte er sich nach dem karthagischen Feldherrn Hamilkar Barkas den Beinamen Amilkar zu.
Während der ersten Koalition diente er seit 1795 in der französischen Armee in Italien. Den Italienfeldzug machte er als Oberst, Generaladjutant und Chef des Generalstabes ab 1797 unter General Dąbrowski in der polnischen Legion mit. Dort geriet er 1799 für 11 Monate in österreichische Kriegsgefangenschaft. Mit der Legion wurde er nach Santo Domingo exiliert, nahm aber im Rang eines Brigadegenerals 1802 seinen Abschied und kehrte 1803 nach Polen zurück. Von 1806 bis 1808 kämpfte er während der vierten Koalition erneut unter Dąbrowski gegen Preußen. 1809 war er Gouverneur von Warschau. Obwohl er 1811 als Divisionsgeneral des Veteranen-Korps seinen erneuten Abschied nahm, stand er noch einmal von Juli bis Dezember 1812 als Kommandant der Reservedivision zur Absicherung der Bug-Linie in der polnischen Armee des Fürstentums Warschau. Damit wurde ihm auch eine wichtige Rolle während des Russlandfeldzugs zuteil. Hiernach kehrte er auf die Güter seiner Frau nach Targowa Górka zurück.
Kosinski war Freimaurer in der Loge Français et Polonais Réunis und seit 1810 in der zwei Jahre zuvor gegründeten St. Johannisloge Zum Tempel der Eintracht in Posen, zu der alle Freimaurerlogen der Stadt vereint worden waren; sie gehörte der Großen National-Mutterloge „Zu den drei Weltkugeln“ an.
Nach dem Krieg wechselte er in preußische Dienste und avancierte 1817 zum Generalleutnant. 1820 wurde er als erster Kommandant in die Festung Posen versetzt, erhielt aber bereits am 25. Oktober 1820 seinen Abschied mit einer Pension von 1500 Talern, deren Auszahlung Thema eines langjährigen Streites war.
Im Polnischen Biografischen Wörterbuch (PSB) wurde Rawicz-Kosinski beschrieben als „Klein in der Gestalt, sehr zäh und durchsetzungsfähig (energisch), gut gebildet, offenes Ohr für seine Soldaten und Bauern, gleichzeitig aber oft streng und konfrontativ (sogar Bosheiten gegenüber anderen) mit einem Überschuss an Ehrgeiz.“